# Линейный изолятор

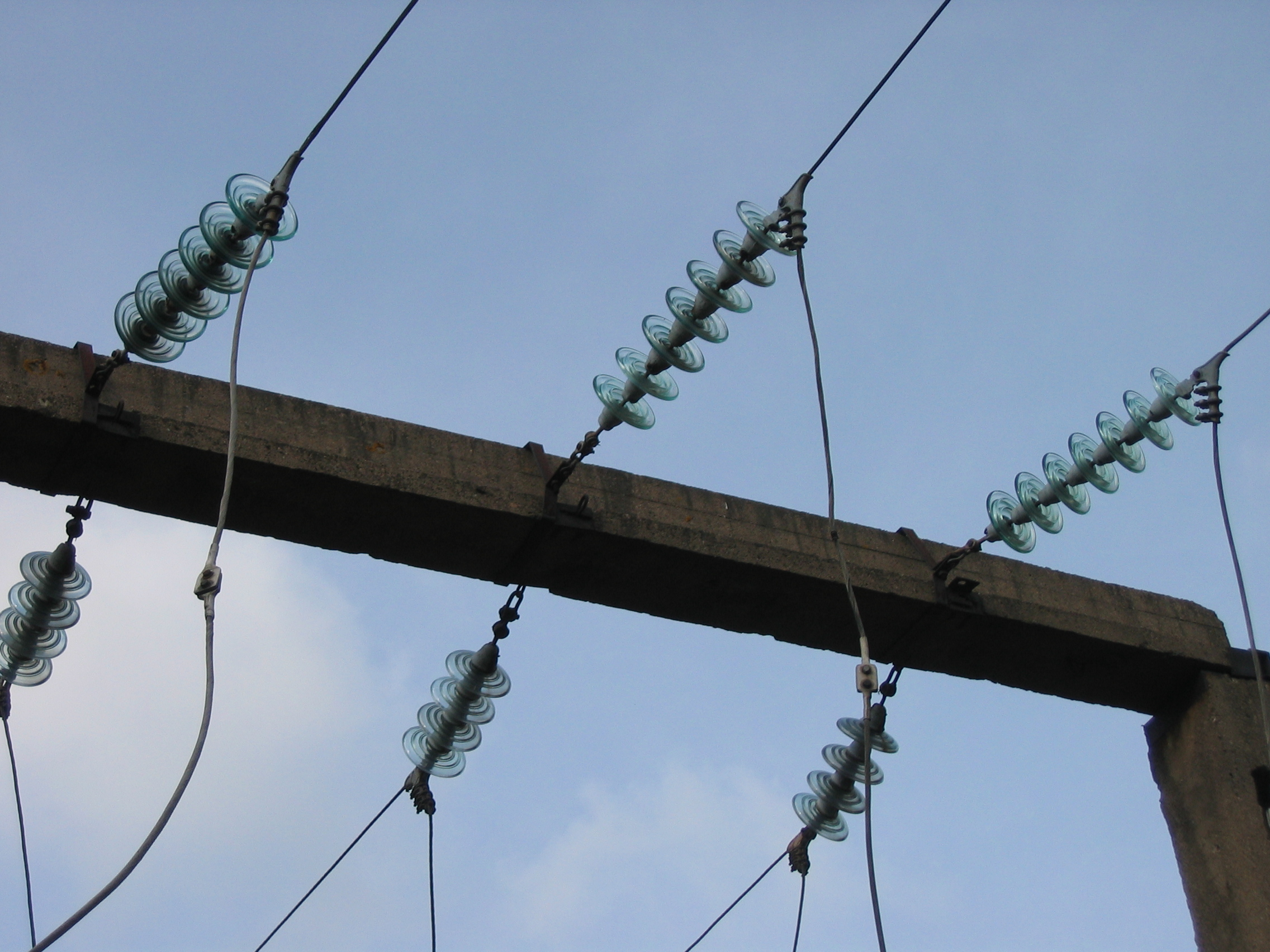
Стеклянные изоляторы на ОРУ

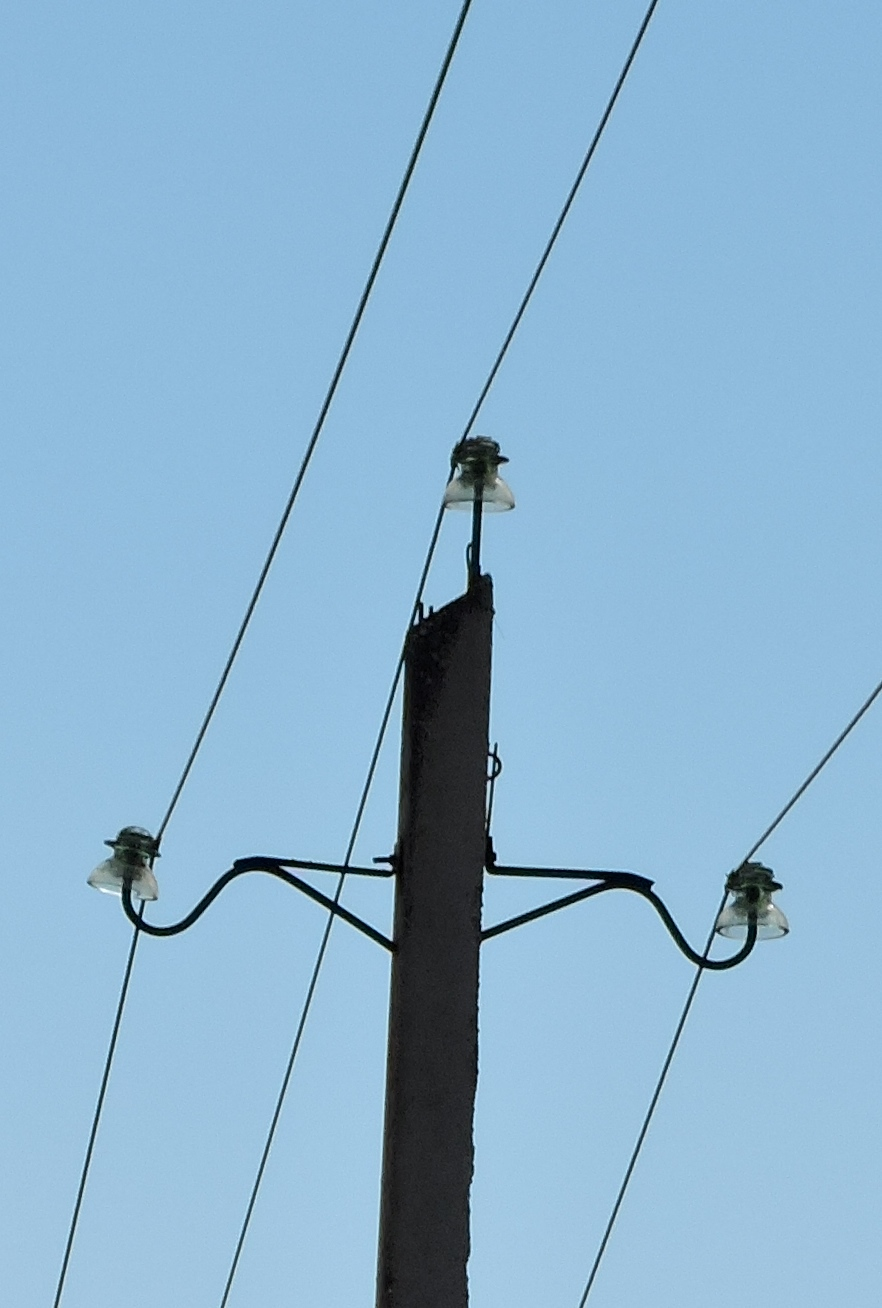
Стеклянные изоляторы на ЛЭП 10 кВ

Лине́йный изоля́тор — устройство для подвешивания и изоляции проводов и кабелей на опорах воздушной линии электропередачи (ВЛ) или воздушных линий связи (ВЛС) и электрических станциях.

## Классификация

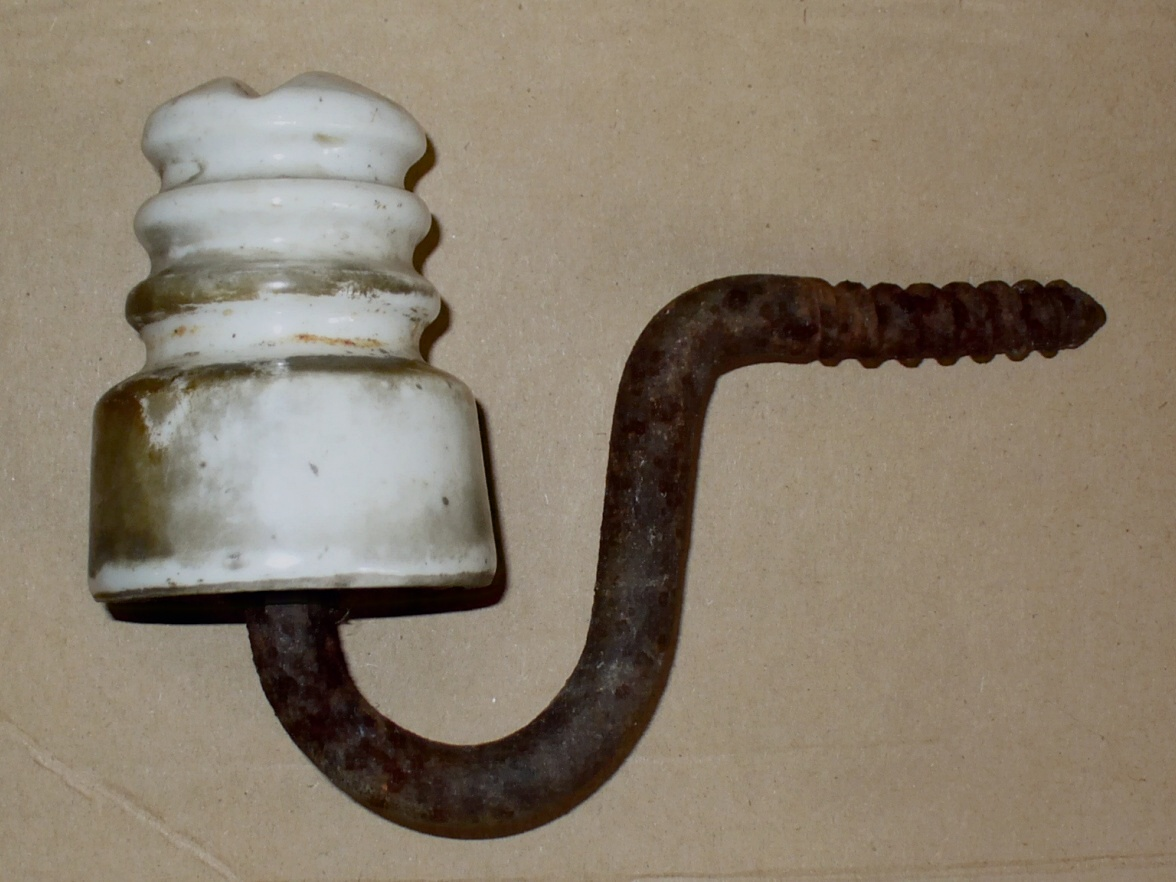
Многошейковый изолятор РФО на крюке

Линейный штыревой изолятор ШФ-10Г

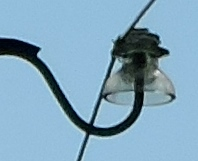
Линейный штыревой изолятор ШС-10

Фарфоровый роликовый изолятор

Линейные изоляторы классифицируются по способу крепления на опоре, конструктивному исполнению, материалу изготовления и классу напряжения.
- Опорный.
  - Для работы в помещениях — с гладкой поверхностью и ребристые.
  - Для работы на открытом воздухе — штыревые, стержневые.
- Проходной.
  - Для работы в помещениях — с токоведущими шинами (токопроводами), без токоведущих шин.
  - Для работы на открытом воздухе — с нормальной и усиленной изоляцией.
- Высоковольтные вводы для работы на открытом воздухе — в герметичном и негерметичном исполнении.
- Линейный для работы на открытом воздухе — штыревой, тарельчатый, стержневой, орешковый, анкерный.
- Защитный — полый изолятор, предназначенный для использования в качестве изолирующей защитной оболочки электротехнического оборудования.
- Такелажный изолятор для установки между работающими на растяжение тросами оттяжек антенных мачт, подвесками контактной сети, проводами антенн.

Электрические изоляторы могут изготавливаться из стекла, фарфора и полимерных материалов. Фарфоровые изоляторы покрываются глазурью для улучшения изолирующих свойств.

### По способу крепления на опоре
По способу крепления на опоре изоляторы подразделяются на штыревые, подвесные и опорные линейные:
- Штыревые изоляторы (крепятся на крюках или штырях) применяются на воздушных линиях до 35 кВ
- Подвесные изоляторы (собираются в гирлянду и крепятся специальной арматурой) применяются на ВЛ 35 кВ и выше.
- Линейные опорные изоляторы (крепятся к траверсам или стойкам опор ЛЭП с помощью болтов) применяются на ВЛ до 154 кВ (в отечественной практике — на ВЛ 6-10 кВ).

### По материалу изготовления
По материалу изготовления изоляторы подразделяются на фарфоровые, стеклянные и полимерные:
- Фарфоровые изоляторы изготавливают из электротехнического фарфора, покрывают слоем глазури и обжигают в печах.
- Стеклянные изоляторы изготавливают из специального закалённого стекла. Они имеют бо́льшую механическую прочность, меньшие размеры и массу, медленнее подвергаются старению по сравнению с фарфоровыми, но имеют меньшее электрическое сопротивление.
- Полимерные изоляторы изготавливают из специальных пластических масс.
  - предназначен для изоляции и механического крепления токоведущих частей в электрических аппаратах и для монтажа токоведущих шин распределительных устройств электрических станций и подстанций.

### По классу напряжения
По напряжению изоляторы разделяются на классы 1, 3, 6, 10, 15, 20, 35, 110, 150, 220, 330, 500, 750, 1150, что соответствует номинальным электрическим напряжениям ВЛ или распределительных устройств в кВ

## Обозначения изоляторов
В обозначение изоляторов входят:

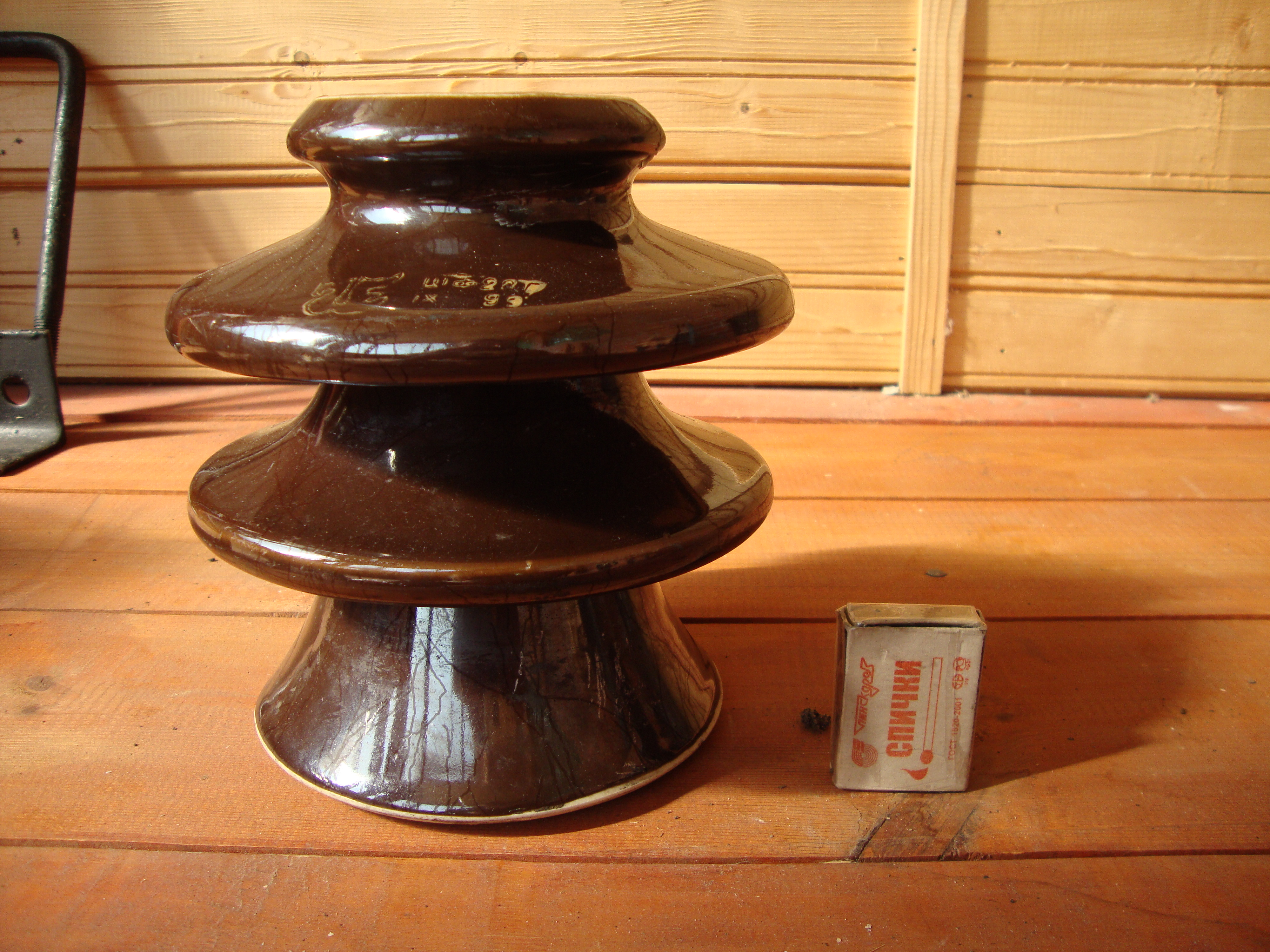
Изолятор ШФ 20Г

- буквы, которые указывают на их конструкцию: Ш — штыревой, П — подвесной, ОЛ — опорный линейный
  - материал: Ф — фарфор, С — стекло, П — полимер
  - назначение: Т — телеграфный, Н — низковольтный, Г — грязестойкий (для подвесных), Д — двухъюбочный (для подвесных), или Дельта (для штыревых), О — ответвительный, Р — для радиотрансляционной сети (проводного радио)
  - типоразмер: А, Б, В, Г (для штыревых)
- цифры, которые у штыревых изоляторов указывают на номинальное напряжение (10, 20, 35) или диаметр внутренней резьбы (для низковольтных), а у подвесных — на гарантированную механическую прочность в килоньютонах.
  - В старых обозначениях у низковольтных изоляторов указывался типоразмер, ТФ-1 — самый большой, ТФ-4 — самый маленький.
- В старых обозначениях у подвесных изоляторов (например: П-8.5) цифры обозначают электромеханическую одночасовую нагрузку, буквы обозначают конструктивное исполнение изолятора:
  - П и ПЦ — фарфоровый изолятор обычного исполнения (П-2, П-3, П-4.5, ПЦ-4.5, П-7, П-8.5)
  - НС и НЗ — грязестойкий фарфоровый изолятор для натяжных гирлянд (НС-1, НС-2 и НЗ-6)
  - ПР — грязестойкий фарфоровый изолятор для поддерживающих гирлянд с развитой боковой поверхностью (ПР-3.5)
  - ПС — грязестойкий фарфоровый изолятор для поддерживающих гирлянд с увеличенным вылетом ребра (ПС-4.5)

## Конструкция подвесных изоляторов

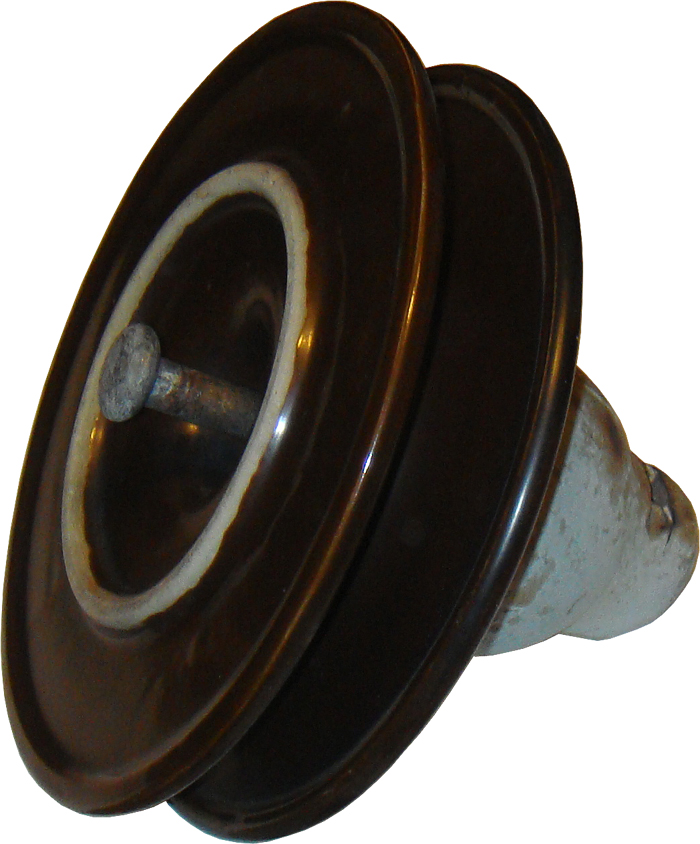
Изолятор ПФГ-6А

Подвесные изоляторы существуют следующих типов:
- цепочечные,
- тарельчатые (с шапкой и стержнем),
- паучковые,
- «моторные»,
- длинностержневые.

Первыми подвесными изоляторами, пригодными для промышленной эксплуатации, были цепочечные фарфоровые изоляторы Хьюлетта (E. Hewlett). Они были разработаны одновременно с тарельчатыми изоляторами, но имели важное практическое преимущество: в их конструкции не использовалась цементная связка (посредством которой соединялись детали тарельчатых изоляторов), что повышало их механическую надёжность. Однако, они обладали более сложной системой соединения в гирлянды (петлями крест-накрест, наподобие изоляторов-«орехов») и худшими электрическими характеристиками по сравнению с тарельчатыми изоляторами. Позднее в качестве альтернативы обычным тарельчатым изоляторам с цементной связкой были созданы паучковые, «моторные» и бесцементные изоляторы различных конструкций. Эти типы подвесных изоляторов, как и цепочечные, в настоящее время более не применяются, так как проблема с надёжностью цементной связки была решена, что уничтожило их преимущества. Наиболее распространённым типом подвесных изоляторов в настоящее время являются тарельчатые изоляторы с шапкой и стержнем и цементной связкой.
Тарельчатые подвесные изоляторы состоят из:
- фарфоровой или стеклянной изолирующей детали — «тарелки»,
- шапки из ковкого чугуна,
- стержня в форме пестика.

Шапка и стержень скрепляются с изолирующей деталью портландцементом марки не ниже 500. Конструкция гнезда шапки и головки стержня обеспечивает сферическое шарнирное соединение изоляторов при формировании гирлянд. Число изоляторов в гирлянде обусловлено напряжением ЛЭП, степенью загрязнения атмосферы, типом изоляторов и материалом опор. Для крепления проводов могут применяться изолирующие конструкции из нескольких параллельно подвешенных гирлянд изоляторов.
Подвесные полимерные (композитные) изоляторы состоят из стеклопластикового стержня, полимерной оболочки и оконцевателей.

## Опорный изолятор

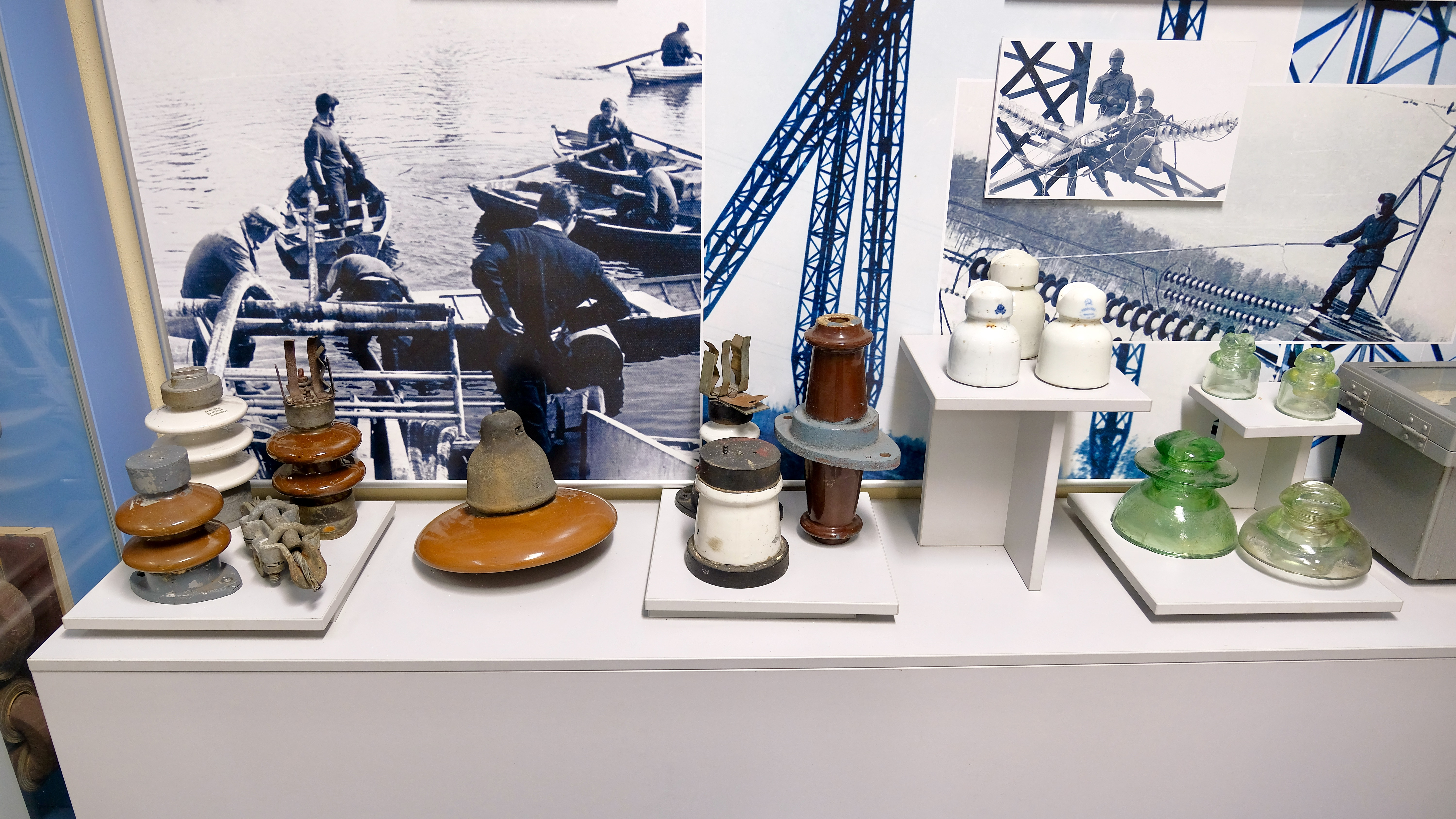
Коллекция изоляторов в Музее энергетики Урала

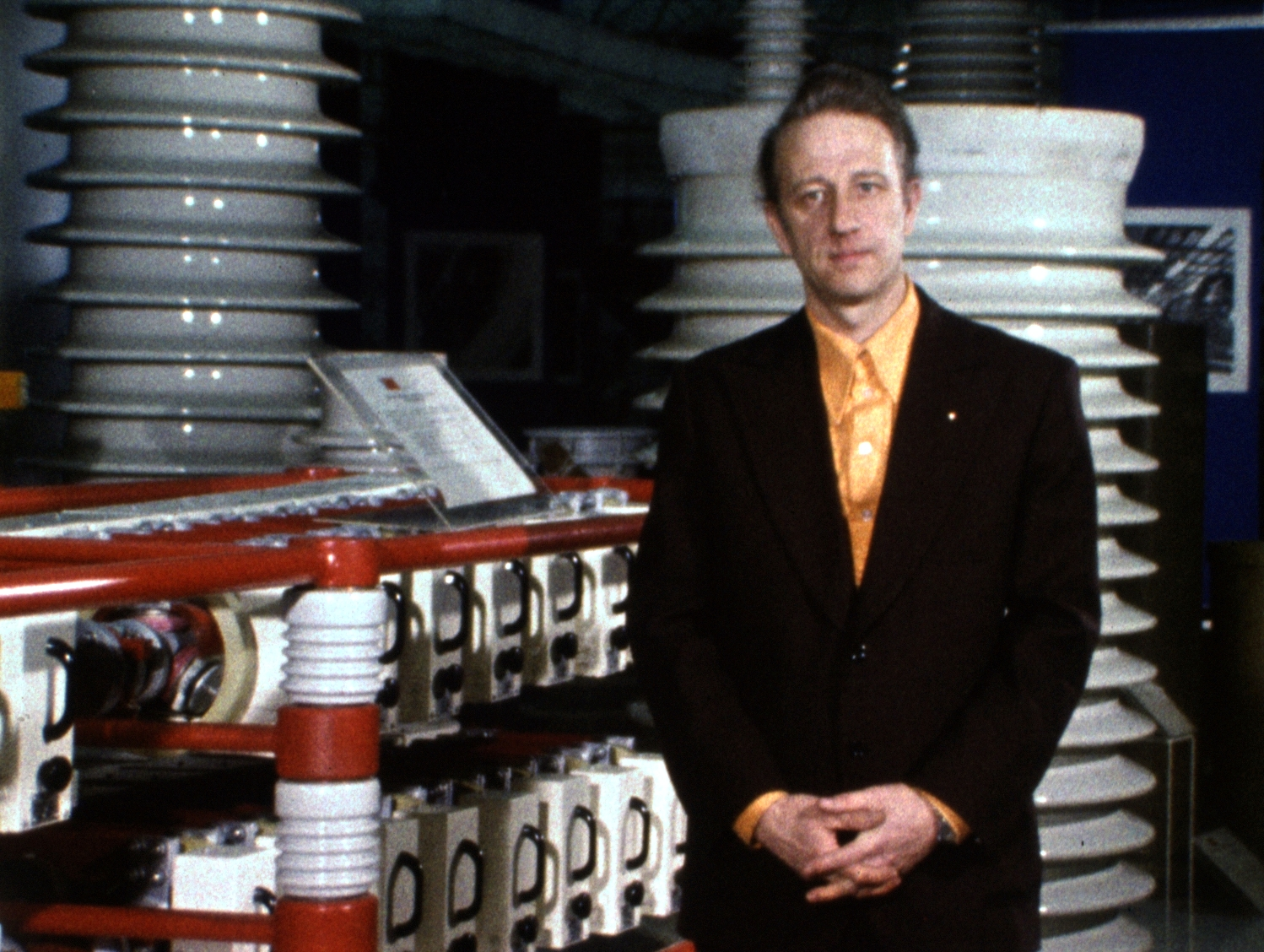
Изоляторы на выставке

Опорный изолятор предназначен для крепления токоведущих частей в электрических аппаратах, распределительных устройствах электрических станций и подстанций, комплектных распределительных устройствах.
По конструкции представляет собой деталь из изоляционного материала цилиндрической или конической формы, внутрь которой заделана металлическая арматура с резьбовыми отверстиями для крепления шин и монтажа изолятора. Для повышения рабочего (разрядного) напряжения изолятора на его боковой поверхности предусматриваются рёбра, увеличивающие длину пути утечки.

## Проходной изолятор
Предназначен для прово́да токоведущих элементов через стенку, имеющую другой электрический потенциал. Проходной изолятор с токопроводом содержит токоведущий элемент, механически соединенный с изоляционной частью.

## Типы гирлянд
- Поддерживающая гирлянда: несёт только массу провода в пролёте
- Натяжная гирлянда: воспринимает натяжение проводов и крепит их к анкерным и угловым анкерным опорам.